# Raffaele Riario
Raffaele Sansoni Galeoti Riario (3. května 1461, Savona, Itálie – 9. července 1521, Neapol, Itálie) byl italský kardinál. Stal se prvním člověkem v dějinách Svatého stolce, který byl do této funkce jmenován ještě před dosažením dospělosti – ve svých 16 letech.
Je znám jako milovník umění, který rozpoznal talent Michelangela a pozval jej do Říma. Nechal také vybudovat renesanční římský palác Palazzo della Cancelleria.

## Život
Narodil se v chudé rodině. Jeho otcem byl Antonio Sansoni a matkou Violante Riario – neteř Francesca della Rovere, který se v roce 1471 stal papežem jako Sixtus IV. Díky tomuto příbuzenskému vztahu se Raffaele již 10. prosince 1477 stal kardinálem. V té době studoval kanonické právo na univerzitě v Pise. Na kněze byl vysvěcen teprve v roce 1480.
Ačkoli se dožil pouze 60 let, účastnil se během svého života pěti konkláve. Je zobrazen na fresce Mše v Bolseně.